# Сигирия
Сигирия (синг. සීගිරිය, там. சிகிரியா — «львиная скала») — скальное плато, возвышающееся на 370 метров над уровнем моря и около 170 метров над окружающей равниной в самом центре острова Шри-Ланка. С 1982 года Сигирия состоит под охраной ЮНЕСКО как памятник Всемирного наследия.
В последней четверти V века н. э. царь Кашьяпа устроил на скале неприступную крепость и свои чертоги, вокруг которых были наполненные водой рвы. Вокруг скалы были разбиты бескрайние сады, в которых были едва ли не первые в мире фонтаны (функционируют по сей день). На верх плато вели монументальные Львиные ворота. До и после правления Кашьяпы на скале существовал пещерный буддийский монастырь.
О существовании крепости европейцам стало известно только в 1907 году, когда британский исследователь Джон Стил описал «огромную картинную галерею» Сигирии — «возможно, крупнейшую картину в мире». Речь идёт о зеркальном зале, прежде облицованном фарфором, с многочисленными фресками, которые простираются на 140 метров в длину и 40 метров в высоту. Излюбленный мотив сигирийской стенописи — обнажённые женщины-наложницы. Изображений наложниц с прислугой по состоянию на 2014 год осталось всего 18. У наложниц обычно более светлая кожа, и обычно они раздеты.
От гигантской высеченной в скале фигуры льва, пасть которого некогда служила входом в крепость, уцелели только лапы, но на поверхности скалы до сих пор сохранились любопытнейшие стихотворные надписи, оставленные посетителями Сигирии начиная с VIII века.
Существует легенда, что принц Кашьяпа построил вход в крепость в виде головы и лап льва для устрашения Раваны — бывшего мифического правителя Шри-Ланки. Кашьяпа считал, что когда Равана вернётся, то увидит, что плато занято его дворцом, а грозный лев не позволит богу претендовать на своё бывшее место.